# Пошаговая тактика
Пошаговая тактика (англ. tactical turn-based сокр. TTB, или тактическая пошаговая игра англ. turn-based tactics, сокр. TBT) — это жанр стратегической компьютерной игры, в котором игровой процесс разделён на отдельные ходы. Игровой процесс чаще всего симулирует боевые действия малого масштаба (как правило, на уровне не выше взвода или роты), используя при этом элементы военного оперативного искусства и военной тактики — в отличие от более глобальных и тяготеющих к большему уровню абстрактности пошаговых стратегий (TBS).
Игровой процесс пошаговых тактических игр предполагает решение игроком поставленной боевой задачи с использованием ограниченного количества предоставленных в начале боевых единиц, при этом присутствует более-менее реалистичное (или, по крайне мере, правдоподобное) отображение реально-жизненных военной тактики и оперативных действий. Примеры игр этого жанра включают такие серии, как Jagged Alliance, X-COM, а также многие тактические ролевые игры, такие, как серия игр Final Fantasy Tactics и игры компании Nippon Ichi.

## Общая характеристика жанра
В отличие от тактики в реальном времени, которая включает в себя существенный элемент экшена, игровой процесс пошаговой тактики куда более «вдумчив» и в основном сводится к раздаче приказов между ходами. С другой стороны, в отличие от тяготеющей в боях к унаследованной от настольных игр высокой степени абстрактности пошаговой стратегии, в которой исход противостояния обычно решают численность юнитов и их характеристики, в пошаговой тактике обычно отсутствует экономическая составляющая, а боевая система старается более или менее реалистично передать особенности реально-жизненных тактики и управления войсками в бою. В большинстве случае от игрока ожидается достаточно быстрое, точнее — занимающее наименьшее возможное число ходов, исполнение сложного, продуманного тактического замысла, приводящего к решительной победе, без характерных для пошаговой стратегии долговременных приготовлений и решающей роли качественно-количественных показателей юнитов, но и без условностей, свойственных более ориентированным на экшен играм.
Второй характерной особенностью игр этого жанра является, как явствует из его названия, их пошаговых характер, что являются прямой отсылкой к настольным тактическим варгеймам, от которых этот жанр компьютерных игр ведёт свою родословную.
Для большинства пошаговых тактических игр характерны более глубоко проработанные, чем в стратегиях, окружение и боевые единицы (юниты). Окружающая среда часто предоставляет возможность использования игроком её элементов — рельефа, дальности видимости, частичных и полных укрытий, — для достижения игрового преимущества. Каждый юнит обычно имеет индивидуальную статистику, которая улучшается («прокачивается») по мере получения им опыта. Часто индивидуализация юнитов заходит ещё дальше, предлагая игроку подробную настройку их внешности, вооружения, особенностей поведения, что сближает данный жанр с компьютерными ролевыми играми. Такой подход, в отличие от стратегических игр, где юниты обычно представляют собой серую массу лишённого индивидуальности «пушечного мяса», позволяет игроку формировать эмоциональную связь с персонажами игры, подталкивая его к более «бережному» обращению с подконтрольными ему войсками, что может давать также и некоторое чисто игровое преимущество (например, более «опытные» юниты сражаются существенно лучше и эффективнее, чем «новобранцы»).

## История
Первые компьютерные реализации тактических варгеймов появились практически одновременно с распространением в 1980-х годах первых массовых микрокомпьютеров и персональных компьютеров. Примером могут послужить такие игры, как  Rebelstar Raiders (с 1984 года), Elthlead (с 1987 года) и Lightning Bacchus (1989), выпущенные компанией Nintendo игры серии Wars (с 1988), серия Nectaris от Hudson Soft (с 1989),, а также серии игр за авторством Gary Grigsby, разработанные под Commodore 64 и Apple II: Panzer Strike (1987), Typhoon of Steel (1988) и Overrun! (1989). Кроме того, ещё в 1985 году Avalon Hill была представлена игра Under Fire, но игровой процесс в ней оказался серьёзно ограничен из-за несовершенства компьютерного «железа» в те годы.
В 1991 году появляется разработанная компанией Blue Byte Software серия игр Battle Isle, переставляющая собой фактический перенос в компьютер настольной игры Squad Leader. В ней действие происходило в футуристическом антураже на вымышленной планете Кромос (англ. Chromos), явно созданной под впечатлением от сеттинга японской игры Nectaris. Для перемещения по карте использовалась сетка из шестиугольников. Игроку был предоставлен широкий выбор боевых юнитов, от пехоты до танков, боевых вертолётов и авиации, а также юнитов-разведчиков и юнитов, занимающихся логистикой — доставкой топлива, подвозкой боеприпасов, построением дорог, окопов и так далее. Позднее на основе той же концепции была создана многопользовательская игра Incubation: Time Is Running Out (1997), выделяющаяся использованием полностью трёхмерной графики и поддержкой аппаратного ускорения 3dfx Voodoo.
В 1995 году выходит игра Steel Panthers от Strategic Simulations, Inc., по сути очень напоминавшая перенесённую в компьютер настольную игру. В ней использовалась ставшая традиционной для этого жанра камера, смотрящая сверху вниз. Список сиквелов включал в себя такие тайтлы, как Steel Panthers II: Modern Battles (1996) и Steel Panthers III: Brigade Command 1939—1999 (1997), а также (неофициальные продолжения) Steel Panthers: World at War!, Steel Panthers: World War II, и Steel Panthers: Main Battle Tank (2005).
Ещё одна серия игр, начавшая своё существование как компьютерный аналог Squad Leader/ASL — Combat Mission (с 2000). Хотя и не претендующая на лавры первой трёхмерной тактической игры, она стала эталонной для этого жанра с точки зрения реализма, во многом благодаря тщательно проработанной системе бронепробиваемости. В отличие от более ранних игр схожей направленности, таких, как M-1 Tank Platoon или Muzzle Velocity, в ней контроль осуществлялся игроком исключительно за счёт отдачи приказов, как в реальном бою, без непосредственного вмешательства «от первого лица» в ход битвы. Несмотря на устаревшую графику, первая игра серии — Combat Mission: Beyond Overlord — заслужила очень высокие оценки критиков. В 2002 и 2004 годах вышли продолжения, в которых были лучше проработаны пехотные юниты, в частности, режим ведения огня «на подавление» и стрельба из автоматического оружия. В этих играх появилась возможность перед каждым ходом задать каждому юниту целую цепочку действий, состоящую из отдельных приказов; после начала хода, игровой ИИ начинал одновременно выполнять эти цепочки действий для всех юнитов.

## Поджанры

### Тактические варгеймы (Tactical wargames)
Симулируют военный конфликт на тактическом уровне — от отдельных бойцов или единиц военной техники до отделения, взвода или роты. Каждая боевая единица имеет индивидуальные характеристики, основанные на её вооружении и особенностях боевого использования.

### Тактические ролевые игры (Tactical role-playing games)
Основная статья Тактическая ролевая игра
Гибрид пошаговой тактики и компьютерной ролевой игры. В большинстве случаев предполагает расширенные возможности кастомизации юнитов (как правило, это люди) и управления их развитием («прокачкой»).

### Массовые многопользовательские онлайн-игры (MMO)
Основная статья Массовая многопользовательская онлайн-игра
Существует некоторое количество массовых многопользовательских игр этого жанра, таких, как Gunrox, Poxnora или Riftforge. Однако из них только в Darkwind: War on Wheels (симулятор гонок со стрельбой) имеется persistent world (игровой мир, который продолжает «существовать» и развиваться даже после того, как игрок выходит из игры). По совместительству, это один из немногих пошаговых симуляторов гонок.

### Размывание жанра
Некоторые компьютерные ролевые игры, такие, как, например, The Temple of Elemental Evil, Pyrrhic Tales: Prelude to Darkness и игры серии Gold Box конца 1980-х — начала 1990-х годов, де факто используют боевую систему, основанную на тактическом пошаговом бое, при этом не считаясь полноценными тактическими RPG, так как в них акцент все же делается на ролевую, а не боевую составляющую. Напротив, некоторые пошаговые тактические игры, такие, как Jagged Alliance 2 и серия X-COM, фактически имеют стратегический уровень ведения боевых действий, дополняющий традиционный тактический пошаговый бой.